# Орешенка (Самарская область)
Орешенка — посёлок в Красноярском районе Самарской области в составе сельского поселения Большая Каменка.

## География
Находится на расстоянии примерно 16 километров по прямой на северо-северо-восток от районного центра села Красный Яр в 2 километрах на юго-запад от села Большая Каменка.

## Население
Постоянное население составляло 0 человек в 2002 году, 2 в 2010 году.